# Erpodium glaziovii
Erpodium glaziovii là một loài rêu trong họ Erpodiaceae. Loài này được Hampe mô tả khoa học đầu tiên năm 1872.